# Amangkurat I de Mataram
Amangkurat I fue sultán (susuhunan) del Estado de Mataram, en la isla de Java, desde 1645 hasta su muerte en 1677.
Amangkurat I fue incapaz de mantener el liderazgo militar iniciado por Agung, su predecesor, lo que le valió una serie de fricciones en todo el territorio controlado por Mataram. Se le recuerda como un gobernante que no quiso separarse de su ejército y que, a su vez, no permitió que ningún otro lo controlara, impidiendo su crecimiento. Su reinado fue tiránico y terminó con el consenso entre la monarquía y la aristocracia, además de enemistarse con antiguos aliados y vasallos.

## Tensiones con Países Bajos
No obstante, guardó buenas relaciones con la Compañía Neerlandesa de las Indias Orientales, lo que hizo resurgir el comercio costero en Mataram. Los neerlandeses requerían arroz y madera, que eran fundamentalmente recursos costeros, por lo que la reapertura del comercio con la compañía provocó una crisis en las áreas interiores de Mataram, reavivando el enfrentamiento tradicional entre el interior y la costa norte. Para mantener a raya esta costa, nombró a dedo dos gobernadores y decretó que ninguno de sus súbditos podría viajar fuera de Java, lo que atacaba directamente a los intereses de los mercaderes beneficiados por el comercio europeo. En 1652, con la excusa de una medida contra Bantén, Amangkurat I prohibió el comercio directo con los neerlandeses e hizo saber a su embajador que podría continuar comerciando con Mataram mediante negociación directa con su capital. Esto se comprendió como una medida para aumentar las arcas reales, en lugar de cobrar impuestos mermados a través de los comerciantes costeros. Esta medida no debió parecerle suficiente al sultán, ya que en 1655 ordenó el cierre completo de sus puertos, incluso a los pescadores, y mandó a su ejército destruir algunos de ellos, en lo que seguramente fue un intento de acabar con un territorio que apenas podía controlar.
En 1657 se reabrieron los puertos, pero solo hasta 1660, según se dijo como represalia por la destrucción de Palembang, único aliado de Mataram más allá de Java, efectuada por Países Bajos un año antes. En 1660 la Compañía Neerlandesa y Mataram rompieron toda relación comercial, incluso el trato directo con la capital a través de Jepara. No obstante parece que existieron más razones además de las oficiales. En 1661 los puertos fueron reabiertos.
En los años subsiguientes, el avance de los neerlandeses por la actual Indonesia demostró que la potencia europea era una amenaza. Amangkurat envió diversas embajadas a la vez que se empeñó con decisión en efectuar un control total sobre la costa, en la que estaba interesada la Compañía Neerlandesa.

## Rebelión y muerte
Amangkurat I practicó una política de pena de muerte ante cualquier sospecha de rebelión. En los últimos años de la década de 1660, sin embargo, el príncipe y futuro Amangkurat II consiguió reunir tropas y mantener una oposición fuerte ante el rey, a pesar de que la corona real ya le estaba destinada. Se conoce poco de la juventud de Amangkurat II aparte de que, como su padre, era un mujeriego, situación que los enfrentó.
Entre 1660 y 1663 se extendieron rumores de que el rey había intentado matar a su hijo y de que incluso lo había conseguido. Según una de estas historias, en 1661 Amangkurat I había asesinado a varios de los colaboradores del príncipe y éste había logrado escapar. Entre 1668 y 1670 padre e hijo se enfrentaron por una mujer. Además, desde 1660 el príncipe había tratado de establecer contactos por sí mismo con la Compañía Neerlandesa. Así mismo mantuvo contacto con Raden Kajoran, hombre de magia sagrado que tenía razones para odiar al rey. Raden Kajoran hizo encontrar al príncipe con Trunajaya en 1670, y ambos urdieron un complot para derrocar al rey. La rebelión fue iniciada en la isla de Madura. En 1675, en guerra y con el rey enfermo aún en el poder, el imperio tenía visos de desmoronarse. La guerra, además de una erúpción en Java en 1672 y una serie de fuertes terremotos, parecían corroborar una antigua profecía que auguraba la desaparición de Mataram en marzo de 1677.
En 1676, tras la desintegración del ejército real ante los rebeldes, y después de unos años de rebeliones y alzamientos, muchos gobernantes de reinos vecinos dejaron de reconocer a Amangkurat I como soberano legítimo. Sin embargo, el príncipe heredero había perdido control sobre la rebelión, y su supuesto aliado Trunajaya reclamaba cada vez más títulos y dignidades, entre ellos el derecho al trono de Mataram. El rey Amangkurat I murió durante los ataques de julio de 1677. Amangkurat II ascendió al trono sin ejército, sin tesoro real, sin corte y, en realidad, sin reino.